# Hazeilles
Hazeilles est un hameau belge de la commune d'Érezée située en province de Luxembourg.
Avant la fusion des communes de 1977, Hazeilles faisait déjà partie de la commune d'Érezée.

## Situation
Ce hameau ardennais se trouve à 1,5 km au sud d'Érezée au sommet d'une colline culminant à une altitude de 390 m. Il avoisine le hameau d'Erpigny.

## La houssière
Hazeilles a la particularité de posséder une houssière (plantation de houx) d'une superficie d'environ 30 ares. Certains arbres bicentenaires et même tricentenaires dépassent une hauteur de 15 mètres.
Le site est repris depuis 1992 sur la liste du patrimoine immobilier classé d'Érezée.
L’endroit clôturé n’est pas accessible mais est visible de la route.